# Tegecoelotes ignotus
Tegecoelotes ignotus är en spindelart som först beskrevs av Friedrich Wilhelm Bösenberg och Embrik Strand 1906.  Tegecoelotes ignotus ingår i släktet Tegecoelotes och familjen mörkerspindlar. Inga underarter finns listade i Catalogue of Life.